# Henric al III-lea al Sfântului Imperiu Roman
Henric al III-lea, supranumit cel Negru sau cel Pios (n. 28 octombrie 1016, Bavaria, Germania – d. 5 octombrie 1056, Bodfeld⁠(d), Saxonia-Anhalt, Germania), aparținând dinastiei Saliene, a fost rege romano-german (Rex Romanorum) din 1028, rege al Burgundiei din 1038, rege al Italiei din 1039 și împărat al Sfântului Imperiu Roman din 1046 până la sfârșitul vieții.
La o vârstă fragedă, în 1026 Henric a fost desemnat de principii electori urmaș la tronul Sfântului Imperiu Roman, conform dorinței tatălui său, Conrad al II-lea. A fost încoronat rege romano-german la Aachen pe 14 aprilie 1028 și a primit ducatele Bavaria și Suabia. Preluarea puterii regale după moartea tatălui său s-a desfășurat fără probleme. Henric a continuat politica tatălui său în direcția stabilită de acesta. În timpul domniei sale, regalitatea a fost ridicată la un grad de sacralitate fără precedent, iar Catedrala din Speyer a fost extinsă devenind cea mai mare biserică creștină din occident la acea vreme. Privitor la ducatele imperiului, Henric și-a impus puterea oficială de a dispune în fața voinței ducilor, asigurându-și astfel controlul. În Lorena acest lucru a cauzat conflicte de lungă durată din care Henric a ieșit învingător. Un grup oponet puternic s-a format în sudul imperiului între anii 1052 și 1055. În 1046 Henric a pus capăt schismei papale eliberând papalitatea de dependența sa de nobilimea din Roma și punând temelia propriei universalități. Domnia lui a fost mult timp considerată punctul culminant al stăpânirii imperiale medievale, iar moartea sa timpurie a fost considerată o catastrofă pentru imperiu. Pe de altă parte, recent au apărut opinii care afirmă că ultimii ani ai domniei lui Henric au reprezentat începutul unei crize a dinastiei saliene.

## Viața până la ascensiunea la putere

### Originea și familia
Henric a fost fiul lui Conrad cel Bătrân (Conrad al II-lea ca împărat) și al soției acestuia, Gisela de Suabia. Surorile sale mai mici, Beatrice (c.1020–1036) și Matilda (1025–1034), nu s-au căsătorit deoarece au murit foarte tinere. Tatăl lui Henric provenea dintr-o familie nobiliară din regiunea renană a Franconiei, ale cărei posesiuni se aflau de multe generații în jurul orașelor Worms și Speyer. Conrad cel Bătrân era strănepotul lui Conrad cel Roșu, căzut în bătălia de la Lechfeld împotriva maghiarilor, și era înrudit cu Ottonii prin soția acestuia, Liutgarda. Mama lui Henric, Gisela, fusese deja văduvă de două ori. Tatăl ei, Herman al II-lea de Suabia, candidase fără succes la alegerile regale din 1002. Mama Giselei, Gerberga, era fiica regelui burgund Conrad al III-lea și nepoata lui Ludovic al IV-lea al Franței (dinastia Carolingiană).
Henric s-a născut într-un moment dificil pentru dinastia Saliană. Cu doar două luni înainte tatăl său, Conrad, fusese implicat într-un conflict sângeros de răzbunare și nu mai putea conta decât pe sprijinul prietenilor și al rudelor sale. Relația lui Conrad cu împăratul Henric al II-lea a fost tensionată datorită căsătoriei sale cu Gisela de Suabia, pe care unii dintre contemporani săi au respins-o deoarece o considerau ca o căsătorie între rude. În aceste condiții Conrad părea că nici măcar nu putea deveni duce. 

### Consolidarea dinastiei
După moartea împăratului Henric al II-lea, ultimul moștenitor pe linie masculină al dinastiei Ottoniene, Conrad cel Bătrân, tatăl lui Henric, a fost ales rege romano-german de adunarea principilor imperiali în 1024 la Kamba. Pe lângă faptul că era descendent al împăratului Otto I - asemenea concurentului său, Conrad cel Tânăr - competența și integritatea i-au adus o largă acceptare. Fiind primul rege din dinastia Saliană, Conrad l-a stabilit ca succesor pe fiul său, Henric.
De educația lui Henric s-a ocupat Bruno, episcopul de Augsburg, iar din 1029 până în 1033 Egilbert, episcopul de Freising. Cronicarul Wipo din Burgundia, capelanul împăratului Conrad, a fost cu siguranță și el unul dintre cei implicați în educația lui Henric.
Bruno, episcopul de Augsburg, frate al împăratului Henric al II-lea, a fost cu siguranță persoana potrivită pentru a-i transmite moștenitorului tronului tradițiile regale și ideile imperiale. La începutul anului 1026 Conrad a plecat într-o campanie militară în Italia. Pe timpul absenței domnitorului, tutela lui Henric a fost încredințată lui Bruno. Cu acordul principilor imperiali, el l-a desemnat pe Henric succesor la tronul imperial în cazul morții sale. După ce s-a întors din Italia, pe 24 iunie 1027 la Regensburg Conrad a dat fiului său Ducatul de Bavaria rămas vacant din februarie 1026, de la moartea lui Henric al V-lea. Acesta a fost un fapt fără precedent deoarece Henric încă nu împlinise zece ani și nu era originar din Bavaria. În 1038, cu un an înainte de moartea lui Conrad, Henric a preluat și Ducatul de Suabia.
Pe 14 aprilie 1028, cu acordul principilor imperiali, Henric a fost încoronat rege romano-german de Pilgrim, arhiepiscopul de Köln. Câteva luni mai târziu, în prima bulă imperială emisă de Conrad pe 23 august 1028 apare inscripția Heinricus spes imperii (traducere: Henric, speranța imperiului) cu referire la coroana imperială pe care Henric urma să o poarte în viitor.
În ancorarea intenționată a tronului imperial de familia sa Conrad a mers și mai departe. În primăvara anului 1028, el a trimis o solie la curtea imperială bizantină pentru a duce negocieri în vederea căsătoriei lui Henric cu una dintre fiicele împăratului bizantin, urmând tradiția Ottonilor. După ce acest plan a eșuat, Henric a fost logodit în 1035 cu Gunhilda a Danemarcei, fiica regelui Knut cel Mare. Un an mai târziu a avut loc nunta la Nijmegen.
În 1027 Conrad încheiat un contract cu regele Rudolf al III-lea al Burgundiei pentru preluarea regatului acestuia în cazul în care murea fără moștenitori. După două campanii militare împotriva adversarului său, Odo al II-lea de Blois, Conrad a preluat puterea în Burgundia printr-un act demonstrativ de încoronare pe 1 august 1034. Aceasta a marcat începutul triplei guvernări (în latină tria regna) care a însemnat amalgamarea dominației regale din imperiul romano-german, Italia și Burgundia sub cârmuirea regelui romano-german. În toamna anului 1038 Conrad al II-lea a ținut o dietă la Solothurn unde a dat guvernarea Burgundiei moștenitorului său la tron. Ceremonia depunerii jurământului de loialitate a vasalilor (așa-numitul omagiu feudal) a servit mai ales la asigurarea succesiunii lui Henric în stăpânirea nou dobândită dovedind că salienii moștenesc puterea fără a fi nevoie de acte de violență. În același an, pe când se afla în Italia împreună cu tatăl său, a murit Gunhilda, prima lui soție, după nașterea fiicei lor, Beatrice.
Prima acțiune independentă a lui Henric a fost încheierea unei păci cu Regatul Ungariei în anul 1031. Aceasta a fost consecința unei încercări anterioare eșuate a tatălui său care dusese la pierderi de teritorii între râurile Fischa și Leitha. În 1033 Henric a desfășurat cu succes o campanie militară împotriva lui Ulrich al Boemiei.
Chiar și împotriva voinței tatălui său, el a reușit să-și mențină o poziție independentă. Când Conrad a încercat să-l răstoarne pe ducele Adalbero de Carintia în 1035, Henric a refuzat să-l sprijine. Abia când Conrad l-a implorat să nu dezonoreze imperiul, Henric s-a înduplecat. El a justificat rezistența sa prin jurământul ce-l depusese față de Adalbero.

## Ascensiunea la putere și cârmuirea
Moartea lui Conrad la Utrecht în 1039 nu a reprezentat nicio amenințare pentru stabilitatea imperiului, transferul puterii fiind singurul realizat fără probleme în istoria ottono-saliană . Conrad a fost înmormântat cu înalte onoruri în Catedrala din Speyer. Preocuparea pentru salvarea sufletului tatălui său l-a determinat pe Henric să facă numeroase donații printre care și cea din 21 mai 1044 pentru Domul din Utrecht.
La momentul preluării puterii doar Gothelo I de Lorena a intenționat să nu participe la ceremonialul omagiului feudal. Totuși, atitudinea lui nu a generat un conflict serios. Înscăunarea a avut loc la Aachen. 

### Conflictele cu Boemia și Ungaria
În primii ani Henric a fost interesat de menținerea hegemoniei în Europa de Est. Încercarea ducelui Břetislav I de a-și extinde stăpânirea spre nord, a dat naștere conflictului cu Boemia. În 1039 Henric a invadat Regatul Poloniei, a cucerit Cracovia și a intrat în Gniezno. Břetislav a mutat moaștele Sfântului Adalbert la Praga pentru a-și justifica pretenția asupra moștenirii lui Bolesłav I al Poloniei. Deoarece Polonia se afla sub suveranitate feudală germană, aceasta a însemnat un atac la adresa conducătorului romano-german. Prin urmare, în octombrie 1039 Henric a pregătit o campanie militară sub conducerea lui Eckard al II-lea de Meissen. Břetislav a promis că va ceda în fața cererilor lui Henric și l-a dat ca ostatic pe fiul său Spytihněv. Břetislav nu și-a îndeplinit obligațiile și în cursul anului următor s-a pregătit pentru apărare cu sprijinul ungurilor. Prin urmare, în august 1040 Henric a întreprins o campanie împotriva Boemiei, dar a fost înfrânt în bătălie la Chlumec. Majoritatea oștenilor săi au murit așa cum rezultă din registrele deceselor din Abației Fulda. Anul următor Henric a răspuns ofertei de negociere, dar a cerut supunerea necondiționată a Boemiei. Luptele au fost reluate în august 1041. În septembrie oștile venite dinspre vest și nord s-au adunat lângă zidurile orașului Praga. Nu a avut loc nicio luptă deoarece Břetislav fusese părăsit de aliatul său, Petru al Ungariei. Pentru a evita distrugerea Boemiei, Břetislav a ales să se supună. În octombrie 1041 a venit la Regensburg cu daruri și a plătit tributul datorat. La rugămintea cumnatului său, margraful Otto de Schweinfurt, Břetislav a fost din nou înfeudat cu ducatul Boemiei, dar a trebuit să renunțe la cuceririle sale poloneze și să recunoască suzeranitatea germană, fiindu-i totuși permis să păstreze Silezia.
În cursul acțiunilor militare împotriva Boemiei, Henric a început să fie interesat și de Ungaria. După moartea timpurie a fiului său Emeric, regele Ștefan I l-a adoptat pe nepotul său Petru, fiul surorii sale și al dogelui venețian, Ottone Orseolo, și l-a desemnat moștenitor al tronului Ungariei. O lovitură de stat l-a adus la putere pe Samuel Aba, cumnatul lui Ștefan I. Fiul adoptiv, Petru, încă de partea lui Břetislav în 1039/1040 și astfel unul dintre adversarii lui Henric, a fost declarat fugar în 1041 la dieta din Regensburg. Sámuel Aba a invadat Carintia și partea de est a Bavariei în primăvara anului 1041. Acest lucru a provocat reacția lui Henric, care a avut ca urmare recucerirea teritoriilor dintre râurile Fischa, Leitha și Morava cedate lui Ștefan I prin pacea încheiată 1031. Pe 5 iulie 1044 regele i-a învins pe maghiarii superiori numeric în bătălia de la Menfö lângă râul Rába. După bătălie Henric, desculț și îmbrăcat într-un ciliciu, s-a aruncat la pământ în fața unei relicve a sfintei cruci, cerând soldaților săi să facă același lucru. Apoi a mers desculț prin Regensburg și a mulțumit lui Dumnezeu pentru ajutorul acordat în luptă. Bisericile orașului au primit donații. Petru a fost reîntronat la Stuhlweißenburg și a recunoscut suveranitatea imperiului. După ce a fost capturat, Sámuel Aba a fost executat ca trădător.
Cu toate acestea, situația din Ungaria nu a fost stabilizată pe termen lung. Când Henric și-a început călătoria spre Roma, Petru fusese deja detronat de Andrei, un nepot al lui Ștefan I, întors din exil. Pentru a-și consolida domnia, Andrei s-a străduit să normalizeze relațiile cu imperiul. Potrivit cronicarului Hermann din Reichenau, el s-a supus împăratului și i-a oferit tributul anual și serviciul devotat „dacă îi permitea să-și păstreze regatul”. Scopul principal al lui Henric a fost însă să-l supună pe Andrei pentru a-l răzbuna pe protejatul său Petru. Campaniile întreprinse în 1051 și 1052 au fost fără succes. În 1052 papa Leon al IX-lea a mediat încheierea păcii. La sfârșitul domniei sale, Henric era departe de a menține Ungaria, Boemia și Polonia într-o dependență feudală.

### Sprijinul pentru Speyer

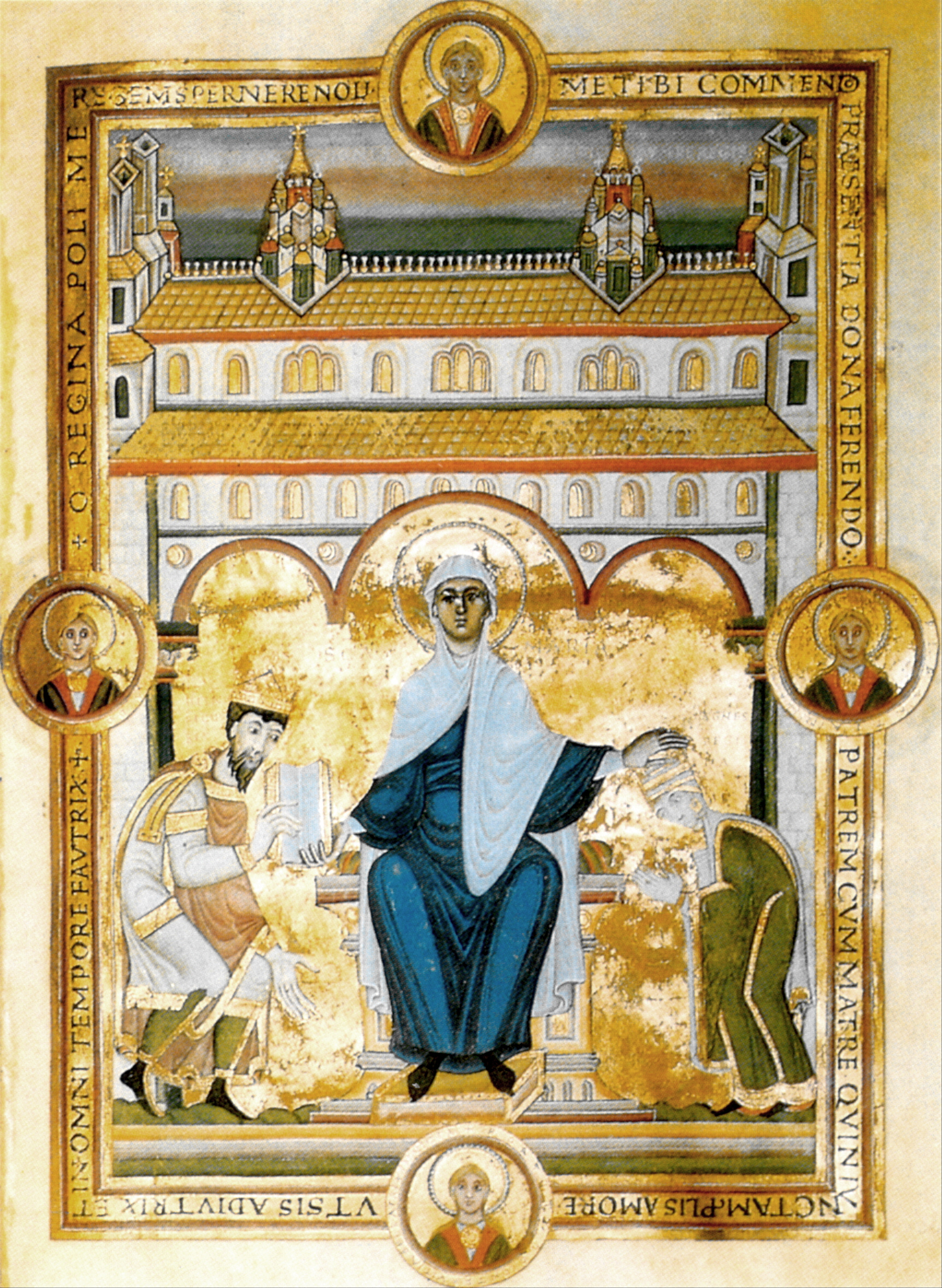
Henric al III-lea dăruiește Codex Aureus - un evangheliar decorat magnific - Sfintei Maria, patroana spirituală a Catedralei Speyer; Maria își pune mâna pe împărăteasa Agnes în semn de binecuvântare; în fundal Domul din Speyer. (pictură miniaturală, c. 1045)

În martie 1043 a murit împărăteasa Gisela. La înmormântarea ei, în Speyer, regele a apărut desculț și îmbrăcat într-un ciliciu, s-a aruncat la pământ cu brațele întinse în formă de cruce, impresionându-i pe cei prezenți cu lacrimile sale. În această perioadă a istoriei regii obișnuiau să imite umila lepădare de sine a lui Hristos, dovedind astfel că meritau să fie cârmuitori.
Henric a susținut Domul din Speyer mult mai mult decât tatăl său. Cel mai devreme la sfârșitul anului 1045 sau cu puțin timp înainte de incursiunea sa în Italia pentru încoronarea ca împărat, el a dăruit catedralei un evangheliar magnific „Codex Aureus Escorialensis”, cunoscut și sub numele de „Evangheliarul din Speyer”, care conține reprezentări excepționale ale cârmuitorilor din dinastia Saliană.
Motivul includerii acestor reprezentări ale domnitorilor în evangheliar este controvesat. Istoricul Johannes Fried bănuiește că dorința lui Agnes de a avea un moștenitor la tron ar fi fost acest motiv. La sfârșitul lunii septembrie/începutul lunii octombrie 1045 Agnes născuse  o fată, primul ei copil. În același timp, Henric se îmbolnăvise atât de grav că fusese luată în considerare chiar și probabilitatea morții sale. Supraviețuirea dinastiei Saliene părea pusă în pericol. Cu aceste  reprezentări minunate din evangheliarul dăruit Catedralei din Speyer, Henric și Agnes sperau ca fecioara Maria, patroana Catedralei Speyer, să le arate milă. Codex Aureus Escorialensis conține și propoziția: „Speyer va străluci în splendoare prin favoarea și darul regelui Henric” (în latină Spira fit insignis Heinrici munere regis).

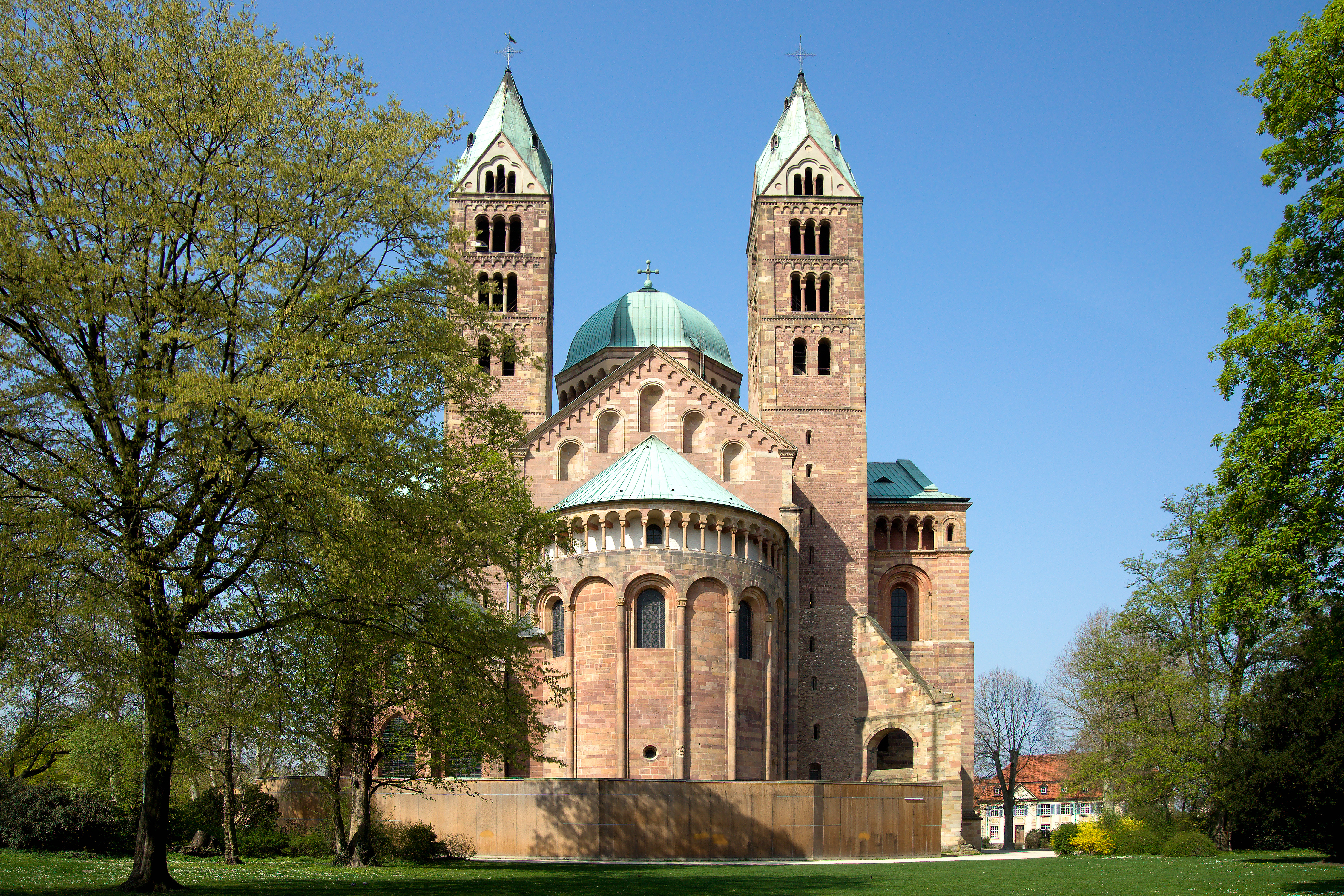
Catedrala din Speyer

După moartea mamei lui Henric, catedrala a fost extinsă semnificativ (mărită cu o treime). Cu o lungime totală de 134 m, devenise cea mai mare biserică a creștinismului occidental. Locul de înmormântare al dinastiei Saliene a fost extins: măsurând 9 × 21 m era cel mai mare mormânt regal din imperiu. Henric s-a aflat aproape în fiecare an în acest loc până la Paștele din 1052. Probabil datorită unor neînțelegeri cu Sigibodo, episcopul de Speyer, legate de acest loc de înmormântare, catedrala din Goslar a devenit noua preferință a lui Henric. Dintr-un total de unsprezece certificate emise pentru Speyer, doar două au supraviețuit. Potrivit istoricului Caspar Ehlers, înmormântarea atestată a lui Henric în Goslar și înmormântarea trupului său în Speyer demonstrează rezervele lui Henric cu privire la Speyer.
Ultima reprezentare a lui Henric a fost comandată de el însuși, datează de la mijlocul secolului al XI-lea și se află în așa-numitul Codex Caesareus. De altfel, este ultima reprezentare de acest fel a unui domnitor din Evul Mediu. Ca și în Codex Aureus Escorialensis, Henric și soția lui apar singuri cu Hristos, închinați și smeriți. În niciuna dintre picturile comandate de el nu apar și alte personalități importante.

### Încoronarea imperială și reforma papalității
Anii 1044–1046 au marcat o perioadă de criză gravă pentru papalitate. Cauzele pot fi găsite în disputele dintre facțiunile nobiliare de la Roma pentru conducerea orașului, din care papii înșiși făceau parte. La începutul anului 1045, împotriva papei Benedict al IX-lea din familia conților de Toscana, familia nobiliară Crescentius și-a impus propriul candidat, episcopul Ioan de Sabina, sub numele Silvestru al III-lea. În martie 1045 Benedict al IX-lea a reușit să-l înlăture pe rivalul său, dar a demisionat în mai 1045 în favoarea protopopului Johannes Gratianus care a devenit papă sub numele Grigorie al VI-lea. Acesta intenționa să impună reforma în biserică, dar a fost acuzat că a plătit predecesorului său o sumă mare de bani pentru a demisiona și astfel se făcea vinovat de simonie. Henric al III-lea se afla în contact direct cu cercurile reformatoare ale bisericii. Când a intrat în Italia în toamna anului 1046, el a ținut un sinod la Pavia în care s-a îndreptat împotriva vânzării funcțiilor ecleziastice. Probabil că atunci a aflat Henric la ce nivel se practica deja simonia.
În decembrie 1046 el a convocat Sinodul de la Sutri în care l-a destituit pe papa Grigore al VI-lea și pe Silvetru al III-lea care se retrăsese în dioceza sa. Benedict al IX-lea a avut aceeași soartă deși renunțase la funcție de mult timp. Pe 24 decembrie a început Sinodul de la Roma care a continuat reforma începută de Sinodul de la Sutri. Pe 25 decembrie episcopul Suidger de Bamberg, un om de încredere al lui Henric provenind din Saxonia, a devenit papă sub numele de Clement al II-lea. (Acesta a fost primul dintr-un lung șir de papi germani prin numirea cărora Henric a încercat să scoată scaunul pontifical de sub influența familiilor nobiliare din Roma.) În aceeași zi Henric și soția sa, Agnes, au fost încoronați de papa Clement al II-lea.
Acțiunile lui Henric al III-lea în direcția reformării bisericii necesitau o conlucrare între puterea laică și cea ecleziastică. Contemporanii timpului considerau prezența unui salian la Roma ca benefică și doar puține voci erau critice la adresa lui Henric. În ianuarie 1047 împăratul Henric și papa Clement al II-lea au condus Sinodul de la Roma care a interzis orice formă de simonie și a adoptat decizii privind modul de a proceda împotriva preoților simoniști. Apoi Henric s-a aflat în sudul Italiei unde a avut loc dieta de la Capua cu scopul de a rearanja relațiile politice din principatele lombarde. Henric i-a retras principatul Capua lui Waimar al V-lea care urmărea să obțină supremația în această zonă și l-a dat înapoi lui Pandulf al IV-lea, care fusese destituit de Conrad al II-lea, tatăl lui Henric. Motivul principal pentru această măsură poate fi acela că Pandulf se afla în contact strâns cu familia conților de Toscana, iar puterea sa putea reprezenta o amenințare pentru Roma și Statul Papal. În același timp au fost înfeudați conducătorii normanzi: Rainulf Drengot cu Aversa și Drogo de Hauteville cu domeniile sale din Apulia. Aceasta a fost în detrimentul pretențiilor legale ale Imperiului Bizantin, de la care normanzii smulseseră deja părți din Apulia. Astfel, conducătorii normanzi au intrat într-o relație de loialitate directă față de Sfântul Imperiu Roman, fiindu-le recunoscut dreptul de proprietate asupra teritoriilor cucerite de ei și au devenit un factor legitim în jocul puterilor politice din sudul imperiului. Totuși, această reorganizare nu a durat și curând Waimar a redevenit conducătorul normanzilor. Henric s-a întors în teritoriile germane la începutul verii anului 1047.
Pontificatul lui Clement al II-lea a durat mai puțin de un an. El a fost urmat de papa Damasus al II-lea, anterior episcop de Brixen, care a rămas în funcție doar câteva săptămâni. În decembrie 1048 Henric l-a numit papă pe episcopul Bruno de Egisheim-Dagsburg, o rudă a sa, sub numele Leon al IX-lea. În timpul pontificatului său reforma bisericii a început să facă pași concreți cu ajutorul împăratului cu care conlucra strâns. Papa s-a îndreptat împotriva simoniei și a căsătoriei „ilegale” a preoților, a susținut activitatea sinodală, îmbunătățirea administrației papale și a pus bazele creării Colegiului cardinalilor. Primatul juridisdicției papale a câștigat greutate în lumea creștină vestică și datorită călătoriilor întreprinse de Leon al IX-lea în teritoriile franceze, germane și chiar în regiunile de graniță ale regatului ungar. Toate acestea nu ar fi fost posibile fără susținerea lui Henric al III-lea de a cărui protecție papa Leon beneficia. Această evoluție a fost, de asemenea, susținută de cultivata și evlavioasa împărăteasa consoartă, Agnes. Ea a păstrat un contact strâns cu Abația Cluny, fondată de unul dintre strămoșii ei, și al cărei stareț a fost ales de Henric în 1051 ca naș al moștenitorului său la tron, Henric al IV-lea.
Sinodul de la Mainz din octombrie 1049 la care au participat majoritatea episcopilor germani, a dovedit cooperarea strânsă dintre împărat și papă. Cu toate acestea, câțiva ani mai târziu, papa Leon nu a reușit să obțină sprijinul lui Henric împotriva expansiunii puterii  normanzilor în sudul Italiei. Pe 18 iunie 1053 armata papală a suferit o înfrângere devastatoare în Bătălia de la Civitate în nordul Apuliei. Leon a fost luat prizonier de normanzi și a murit la scurt timp după ce a fost eliberat. Anul următor consilierul de încredere al lui Henric, episcopul Gebhard de Eichstätt, a devenit papă sub numele Victor al II-lea.

### Politica imperială
Când ducele Conrad al II-lea al Carintiei a murit în iulie 1039, Henric nu s-a grăbit să dea acest ducat altcuiva. Cele trei ducate germane Bavaria, Suabia și Carintia au revenit astfel sub puterea regelui. Niciodată înainte un rege romano-german nu s-a bucurat de atâta putere atunci când a preluat cârmuirea. În 1042, fără ca magnații locali din Basel să-și exprime opțiunea, Bavaria a fost acordată lui Henric al VII-lea de Luxemburg. În 1045 regele a dat Suabia lui Otto al II-lea din familia Ezzonilor. Cât de importanți erau în politica imperială Ezzonii se poate deduce din faptul că Henric I de Lorena, membru al acestei familii, a fost desemnat urmașul la tron atunci când Henric al III-lea s-a îmbolnăvit grav în toamna anului 1045. În 1047 contele Suabiei Welf al III-lea a primit Ducatul Carintiei. Toți ducii nou numiți erau străini de ținuturile respective, așadar erau dependenți de sprijinul autorității regale. Caracterul oficial a fost păstrat, iar moștenirea ereditară a titlului ducal și formarea de noi dinastii ducale au putut fi împiedicate.
În 1047 au murit ducii Bavariei și Suabiei. La începutul anului 1048 Henric a dat ducatul de Suabia lui Otto al III-lea de Schweinfurt din linia francă a Babenbergilor (Popponen). În februarie 1049 ducatul de Bavaria a fost acordat lui Conrad I din familia Ezzonilor fără ca nobilimea locală să fie consultată. Curând au apărut neînțelegeri între împărat și noul duce bavarez. Ulterior ducele Conrad a fost destituit ceea ce, potrivit documentului de fondare a Abației Brauweiler,  s-a datorat faptului că acesta a refuzat căsătoria cu una dintre fiicele împăratului preferând-o pe Iudita de Schweinfurt. De fapt conflictele erau cauzate de politica lui Henric privind Ungaria. Aristocrații susținători ai ducelui Conrad I au căutat să găsească o cale de înțelegere cu ungurii. Unchiul împăratului, episcopul Gebhard al III-lea de Regensburg, a jucat un rol decisiv în destituirea lui Conrad. Gebhard era privit ca un exponent al celor ostili Ungariei. Cel târziu din 1052 între Gebhard și Conrad a existat un conflict deschis. Henric a luat măsuri energice împotriva celor ce i se opuneau. În 1053, de Paști, ambele părți au fost chemate la judecată. Pe 11 aprilie verdictul împotriva lui Conrad a fost dat în dieta de la Merseburg. El a fost găsit vinovat și a pierdut titlul de Duce al Bavariei. Henric i-a încredințat episcopului Gebhard cârmuirea ducatului.
Ducele destituit s-a refugiat în Regatul Ungariei. El a reușit să reunească și să mobilizeze o parte considerabilă a Bavariei împotriva noului duce. În 1055 un grup de principi puternici germani ai ducatelor din sud, printre care tocmai episcopul de Regensburg, Gebhard, ducele Welf al III-lea și ducele destituit Conrad, s-au unit împotriva stăpânirii autoritare a împăratului. Motivele exacte nu sunt cunoscute. Conspiratorii plănuiau să-l asasineze pe Henric, iar Conrad ar fi trebuit să-i urmeze la tronul imperial. Niciodată până atunci nu existaseră asemenea evenimente în teritoriile franconiene-germane. Încercarea a eșuat datorită morții subite a lui Welf al III-lea și a lui Conrad pe care analele din Niederaltaich le-au atribuit forței divine. Conform documentului de fondare a Abației Brauweiler Henric și-ar fi însărcinat bucătarul să-l otrăvească pe Conrad.Totuși, nu există surse care să confirme astfel de acuzații. Episcopul Gebhard de Regensburg a fost condamnat și închis, dar a fost curând eliberat iar anul următor se afla din nou în grațiile împăratului.

## Căsătorii și descendenți
Henric s-a căsătorit în iunie 1036 în Nimwegen cu Gunhilda, fiica lui Knut cel Mare, regele Danemarcei și al Angliei, și al soției sale Emma (sau Aelfgifu), fiica ducelui Robert I al Normandiei. Din această căsătorie a rezultat o fiică:
- Beatrice (1037–1061), abatesă în Gandersheim și Quedlinburg.[43]

La cinci ani după moartea primei soții (în 1038), Henric a decis să se recăsătorească. Oferta marelui prinț al Kievului, Iaroslav I de a-i da fiica de soție a rămas fără rezultat.
La sfârșitul lunii noiembrie 1043 Henric s-a căsătorit la Ingelheim cu Agnes de Poitou (c.1025–1077), fiica ducelui Wilhelm al V-lea al Aquitaniei și a soției sale, Agnes, o fiică a contelui Otto-Wilhelm de Burgundia. Cercurile ecleziastice și-au exprimat rezerva cu privire la această căsătorie, deoarece mirii erau prea strâns înrudiți după dreptul canonic, ca descendenți ai lui Henric I. Această căsătorie era menită să asigure continuarea stăpânirii germane în Burgundia deoarece bunicul miresei, contele Otto Wilhelm, pretinsese, ca și Henric al II-lea, moștenirea lui Rudolf al III-lea de Burgundia.
Copiii rezultați din această căsătorie au fost:
- Matilda (n. 1045 – d. 1060), căsătorită în 1059 cu Rudolf de Rheinfelden, ducele Suabiei și antirege romano-german din 1077;
- Iudita (n. 1047 – d. 1093), căsătorită în 1063 cu regele Solomon al Ungariei (d.1087) și în 1088 cu ducele Vladislav I Herman al Poloniei;
- Adelaida (n. 1048 – d. 1096), abatesă în Gandersheim din 1061 și în Quedlinburg din 1063;
- Henric (n. 1050 – d. 1106), succesorul tatălui său la tronul imperial ca Henric al IV-lea;
- Conrad (n. 1052 – d. 1055), ducele Bavariei din 1054;
- Gisela (?).

## Succesiunea și moartea timpurie
Pe 11 noiembrie 1050, după șapte ani de căsătorie, s-a născut mult așteptatul fiu, prezumtivul moștenitor al tronului. Părinții au ales pentru fiul lor numele bunicului Conrad. În ziua de Crăciun a anului 1050 Henric a cerut principilor imperiali să jure credință fiului său. Abatele Hugo de Cluny, ca naș al copilului, a pledat pentru schimbarea numelui lui în Henric. Alegerea lui Hugo ca naș al moștenitorului dovedește strânsa legătura dintre dinastia Saliană și Biserică. În 1053 împăratul a cerut principilor imperiali să-l aleagă succesor la tronul imperial pe fiul său în vârstă de trei ani. Un an mai târziu, pe 17 iulie 1054, copilul a fost încoronat rege în Aachen de arhiepiscopul Hermann de Köln.
Cel de-al doilea fiu, Conrad, născut în 1052 și considerat al doilea posibil moștenitor al tronului imperial, a primit în vara anului 1054 ducatul de Bavaria, dar a murit în 1055. Fratele său mai mare, Henric, a primit pe termen nelimitat ducatul bavarez, fără a fi cerută opinia principilor.
Henric al III-lea a inițiat, de asemenea, viitoarea căsătorie  a succesorului său. La Crăciunul anului 1055, moștenitorul tronului a fost logodit la Zürich cu Berta de Savoia aparținând familiei margrafilor de Torino. Căsătoria a avut ca scop creșterea puterii margrafilor de Torino împotriva ducilor de Lorena și margrafilor de Toscana, ostili lui Henric.
Henric a murit pe 5 octombrie 1056, la vârsta de 39 de ani, după o scurtă boală, în palatul regal din Bodfeld am Harz, unde se afla la vânătoare. Pe patul de moarte a cerut din nou principilor să confirme succesiunea la tron a fiului său, Henric. Potrivit „Analelor din Niederaltaich”, imperiul se bucura de pace și liniște „când Dumnezeu, din mânie față de păcatele noastre, a impus o boală gravă împăratului”. Trupul împăratului a fost înmormântat în Domul din Speyer pe 28 octombrie 1056, iar organele sale interne în biserica Sf. Simon și Iuda Tadeul din Goslar (demolată în anii 1819–1822), aferentă reședinței imperiale (Kaiserpfalz din Goslar⁠(en)[traduceți]).
Puterea a fost preluată de Agnes de Poitou pentru fiul ei minor care urma să devină împăratul Henric al IV-lea. Politica dusă de Agnes s-a aflat în limitele tradiționale, însă curând a ajuns într-o poziție de dependență față de consilierii ei. Ea renunțat parțial la puterea pe care o deținea dând ducatul de Suabia lui Rudolf de Rheinfelden în 1057 și ducatul de Bavaria lui Otto de Northeim în 1061, care după scurt timp s-au aflat în opoziție față de curtea regală.